# Биом
Биом је заједница биљних и животињских врста која има заједничке карактеристике за околину у којој постоје. Биоми се могу наћи на свим континентима. To су различите биолошке заједнице које су се формирале као одговор на подељену физичку климу. „Биом” је шири израз од „станишта”; сваки биом може обухватити различита станишта.
Док биом може покрити велике површине, микробиом је мешавина организама који коегзистирају у дефинисаном простору на много мањој скали. На пример, људски микробиом је збирка бактерија, вируса и других микроорганизама који су присутни у људском телу.
„Биота” је цела збирка организама географског региона или временског периода, од локалних географских и тренутних временских скала све до планетарних и читавих временских спатиотемпоралних скала. Биоте Земље чине биосферу.

## Основни типови биома
Подела света у неколико еколошких зона је тешко остварива, нарочито због малих варијација које постоје свуда на земљи и због постепеног преласка са једног биома на други. Њихове границе морају стога бити произвољно одређене, а њихова карактеризација направљена према просечним условима који превладавају у њима.
Биоми се групишу у три основне области живота:
1. област мора и океана (71%)
2. област копнених вода (стајаће и текуће) (7%)
3. сувоземна област живота (22%) у којој су основни типови биома:
  - тропска кишна шума (џунгла);
  - савана;
  - пустиња;
  - суптропска шума;
  - степа;
  - широколисна и мешовита шума умерених предела;
  - тајга;
  - тундра.

## Мапа копнених биома
| ледене пустиње и ледени покривач тундра тајга умерене широколисне шуме | степе умерених предела суптропске кишне шуме средоземна вегетација монсунске шуме | суве пустиње ксерофитни жбуњаци суве степе полусуве пустиње | травната савана савана са дрвећем суптропске суве шуме тропске кишне шуме | алпијска тундра планинске шуме |

## Тропска кишна шума
Тропска кишна шума, тропска прашума или џунгла еволутивно је најстарији, најбујнији и најбогатији биом на планети Земљи. Простире се у зони влажне тропске климе у којој постоје непрекидни и оптимални услови температуре и влаге током целе године. Тропске кишне шуме заузимају велика пространства северно и јужно од екватора. Прилагођеност тропске кишне шуме манифестује се у вечито зеленом типу шуме са високим дрвећем и бројним лијанама и епифитама. Дрвеће је јако високо, са висинама и преко 50 m, а вегетација је распоређена у 4 до 5 вегетационих спратова.
Најразвијеније тропске кишне шуме су бразилске тропске шуме, познате и као хилеје.
Животињски свет тропских киша је такође веома богат и разноврстан. У тропским кишним шумама живи више од половине свих светских живих заједница.

## Савана
Савана је травна заједница тропског и суптропског поднебља, са ретким дрвећем и грмљем, која се биогеографски простире између области тропских кишних шума и пустиња. Типичан пример су саване у источној Африци, са својим разноликим животињским светом и препознатљивом вегетацијом (нарочито по високим акацијама са пљоснатом крошњом). Данас у Африци је остао само десети део некадашње пустиње (остало је преузела пустиња).
На пространим афричким равницама смењују се два годишња доба. Лето је кишовито и влажно. Тада се савана зелени од високе траве и олисталог дрвећа. Зима је веома топла и без падавина, па је све суво. Тада дрвеће збацује лишће а траве се суше и прелазе у фазу мировања, која траје до следећег лета. Током влажног, летњег периода, животиње које се хране биљкама ретко пате због недостатка хране, док у сувом, зимском периоду, постоји велика опасност од умирања због глади, па се тада многе животиње селе у потрази за храном и водом.

## Пустиња
Пустиња је биом који, због велике оскудице влаге има слабо развијену вегетацију. Иако су пустиње најпознатије по одржавању веома мало живота, оне заправо пружају уточиште многим живим бићима која обично остају сакривена (посебно током дневног светла) како би сачувала влагу. Приближно једну трећину Земљиног копна чине пустиње.
Пустињско тло је често састављено већином од песка, а у таквим пустињама постоје пешчане дине. Изглед стеновитог терена је типичан и одражава минималан развој тла и разасутост вегетације. Најнижи делови земље могу бити равнице покривене сољу.
Пустиње понекад садрже вредна лежишта минерала која су се обликовала у аридној околини или су била изложена ерозији. Будући да су пустиње сува подручја, оне су идеална места за очување фосила и људских рукотворина.

## Суптропска шума
Суптропска шума обухвата обале Средоземног мора, Калифорније, јужне Африке и јужне Аустралије. У тим шумама преовладава широколисно зимзелено дрвеће и жбуње. Шумама Медитерана и Калифорније доминирају зимзелени храстови, средоземним шумама Аустралије доминирају еукалиптуси, док јужна буква гради шуме у Чилеу.
Шумска вегетација развија се у областима са довољно падавина, попут виших планинских падина, или уз реке. Четинарске врсте су такође присутне, попут алепског бора и чемпреса у Медитерану.
Животињски свет у суптропској шуми није нарочито богат. Могу се наћи глодари (дивљи зечеви и др), а на планинама дивокозе. У овим шумама су бројнији гмизавци (змије, гуштери, камелеони), затим, птице, инсекти и мекушци.

## Степа
Степа је биом обрастао ниском травом, веома је плодан и углавном се употребљава за узгој аграрних биљака.
Степе су распрострањене у областима ниже надморске висине. Највеће степе се налазе у Русији, од Валајског побрђа до Црног мора. Травне формације су без много дрвећа. Другачије се могу назвати и прерије (Северна Америка), пампаси (Јужна Америка), пусте (панонска низија). Земљиште је чернозем. Травне формације су са доста густим травама. Идући ка пустињама или полупустињама оне се разређују.
Назив степа је настао у Русији за травнате области док се за травнате формације у тропским и суптропским областима користи израз савана.
Степе имају зељасту вегетацију, без дрвећа, са ксерофитним и микротермним зељастим биљкама (што значи прилагођеним суши и Мразу), већином из фамилије трава. Оне припадају зоналном типу вегетације и заузимају огромне области у умереној зони евроазијског и северноамеричког континента, као и у Јужној Америци, Африци и Аустралији, и то у оним подручјима у којима влада континентална клима, са релативно малим количинама воденог талога за време лета.

## Шума умерене зоне
Шума умерене зоне представља биом распрострањен у условима умерене и влажне климе, присутан на обе хемисфере. У широколисним листопадним шумама присутне су листопадне врсте дрвећа и покоја врста зимзеленог жбуна, у широколисним зимзеленим шумама присутно је зимзелено високо дрвеће, док се у мешаним шумама најчешће налазе листопадне врсте дрвећа из групе скривеносеменица и зимзелене врсте четинара. Најзаступљеније широколисне врсте дрвећа су храстови, букве, и јавори, а од четинара присутни су борови, чемпреси.
Шуме умерених зона се јављају на просторима са јасно одвојеним топлим и хладним периодом године, што условљава просечну температуру између 5,5 °C и 15,6 °C. Годишња количина падавина је уопштено говорећи већа од 600 mm, а обично и изнад 1500 mm. У неким зонама, постоји и јасно изражен сушни период године — зими у источној Азији, или лети на планинама Медитерана.

## Четинарска шума умерених предела
Четинарска шума умерених предела представља доминантан шумски биом распрострањен у условима умерене климе са хладним зимским периодом и топлим летом. Већина шумских (климазоналних) екосистема у овом биому сачињена је од зимзеленог четинарског дрвећа, понекад помешаног са широколисним зимзеленим врстама. Спратовност шуме је недовољно изражена. Географски, биом четинарских шума умерених предела ограничен је на северну Земљину полулопту — на приобалне пределе са благом климом и на планинске области. Најзаступљеније врсте дрвећа су борови, јеле, смрче, кедрови, чемпреси, дуглазије, тиса.

## Тундра
Тундра је биом који се простире у пределима где је раст дрвећа онемогућен нижим температурама и кратком вегетацијском сезоном. Постоје два типа тундре: арктичка, распрострањена у поларним пределима Арктика и Антарктика, и алпијска, распрострањена у виду засебног појаса на високим планинама. Флорапалеарктичких тундри често се назива аркто-алпијском услед постојања заједничке историје вегетације и великог броја заједничких врста биљака у арктичкој и алпијској тундри.
У тундри се налазе биљке малих димензија. Дрвенастих биљака има, попут неких врста бреза и патуљастих врба, али се често не виде од зељасте вегетације. Дрвенасте биљке у тундрама припадају животној форми хамефита, а не фанерофита, којој припадају сродне врсте. Од зељастог биља бројне су маховине и пречице, а познате су и врсте пурпурна каменика и шумски геранијум.
Од животињских врста познати су мошусно говече и ирваси, које у Америци називају карибуи. Вукови, поларне лисице и ждеравци су предатори који су прилагођени животу у тундри тако што имају густо крзно и слој поткожне масти. Такође, уши, реп и њушка су јако скраћени како не би дошло до смрзавања. Хране се текуницама, Волухарицама и леминзима.
У тундри је веома мали број птица које су станарице, док птице селице долазе лети у милионима. Неке од њих су пловке, гуске и зујавци. Велики број птица се тада храни инсектима и то најчешће Двокрилцима који иначе зимују у стадијуму ларви под ледом који се ствара на површини бара.

## Галерија
- Биом тундре
- Биом тропских кишних шума